# 兴安前胡
兴安前胡（学名：Peucedanum baicalense）是伞形科前胡属的植物。分布于蒙古、俄罗斯以及中国大陆的东北等地，生长于海拔700米的地区，常生于砂质山坡、石砾或樟子松林下砂质土坡，目前尚未由人工引种栽培。

## 别名
兴安石防风（东北植物检索表）